# میاری کورتیس
میاری کورتیس (انگلیسی: Millaray Cortés؛ زادهٔ ۳۰ ژوئن ۲۰۰۴) بازیکن فوتبال اهل شیلی است.
وی همچنین در تیم ملی فوتبال زنان شیلی بازی کرده است.